# 塔林市政厅
塔林市政厅是爱沙尼亚首都塔林的一座建筑，位于塔林老城的市政厅广场。这是北欧地区唯一的哥特式市政厅，也是整个波罗的海国家和斯堪的纳维亚最古老的市政厅。
该建筑坐落在古老的市政厅广场南侧，长度为36.8米。西墙是长度为14.5米，东墙为15.2米。这是一座两层高的建筑，并有宽敞的地下室。
这座建筑首次见于文字记载是在1322年。目前的形态形成于1402年-1404年重建之际。其尖顶毁于1944年3月9日的轰炸，1950年重建。